# Saipanetta brooksi
Saipanetta brooksi is een mosselkreeftjessoort uit de familie van de Saipanettidae. De wetenschappelijke naam van de soort is voor het eerst geldig gepubliceerd in 1972 door Maddocks.